# Festiwal Kultury Pogranicza Folkowisko
Festiwal Kultury Pogranicza Folkowisko – impreza kulturalna odbywająca się we wsi Gorajec (gmina Cieszanów) leżącej na Roztoczu. Celem imprezy jest kultywacja dziedzictwa kulturowego narodów zamieszkujących Galicję przed II wojną światową: Polaków, Ukraińców, Żydów, Niemców. Organizatorem Festiwalu są miejscowi aktywiści ze Stowarzyszenia Animacji Kultury Pogranicza Folkowisko działający we współpracy z Ośrodkiem Wczasowym Chutor Gorajec, Radą Sołecką Gorajca oraz organizacjami pozarządowymi. 
Udział w festiwalu umożliwia jedynie wcześniejsza rezerwacja miejsc. 

## Początki Festiwalu Kultury Pogranicza Folkowisko
W lipcu 2008-2010 w Gorajcu odbywały się nieformalne spotkania pasjonatów kultury ludowej. Towarzyszyły im rajdy po okolicznych atrakcjach turystycznych oraz wieczorne biesiady taneczne.

## Festiwal Kultury Pogranicza Folkowisko 2011 (Kultura Ukraińska)
W dniach 15-17 lipca 2011 roku odbyło się pierwsze oficjalne Folkowisko. W wydarzeniu wzięło udział około 500 osób, w tym 100 gości pola namiotowego. 
Pierwszym punktem imprezy był Wieczór Opowiadaczy pod patronatem Andrzeja Stasiuka, podczas którego wystąpili ludowi opowiadacze: Dziadek Olek (Aleksander Sola), Jurij Cymbał i Mateusz Piotrowski. Drugiego dnia goście festiwalu uczestniczyli w szeregu krajoznawczych rajdów: kajakowym, Spacerze po Gorajcu, samochodowym, ekstremalnym oraz przejeździe wozami. Podczas wieczornej Nocy Folkowej wystąpili: Zoja Svobodin z Ukrainy oraz zespół Żmije. Ostatniego dnia przewodnicy oprowadzali po gorajeckiej świątyni. Uwieńczeniem festiwalu był koncert dumek ukraińskich w wykonaniu Eweliny Koniec i Anny Szałuckiej.

## Festiwal Kultury Pogranicza Folkowisko 2012 (Kultura Żydowska)
Folkowisko 2012 odbyło się w dniach 13-15 lipca 2012. Festiwal był poświęcony przede wszystkim kulturze żydowskiej. 
W trakcie koncertów wystąpili m.in.: Dagadana, Liudy Dobri, Vladimirska, Klezmaholics, Jacek Kleyff, Andrzej Stasiuk oraz Kuba Blokesz. Przeprowadzono także szereg warsztatów tematycznych (wycinanka żydowska, podstawy języka jidisz, mała ceramika ect.) odbyły się także rajdy oraz pierwsza w historii Gra Wiejska.. W tych dniach Gorajec odwiedziło około 1000 osób.

## Festiwal Kultury Pogranicza Folkowisko 2013 (Kultura Chłopska)
Trzecia edycja Festiwalu Folkowisko odbyła się w dniach 12-14 lipca 2013. Organizatorzy skupili się na kulturze chłopskiej regionu, poświęcając festiwal 165. rocznicy zniesienia pańszczyzny na terenie Galicji. Zaprezentowano kulturę ludową ziemi lubaczowskiej oraz Roztocza. 
Jednym z wydarzeń była debata „Polskość -wiejskość?”, podsumowująca kampanię społeczną „Jestem ze wsi!”. Wzięli w niej udział: pisarz Andrzej Stasiuk, filozof Piotr Graczyk i socjolog Jan Sowa. Rozmowę poprowadzili Dorota Wodecka z „Gazety Wyborczej” i Mateusz Piotrowski ze Stowarzyszenia Folkowisko. 
Cykliczny Wieczór opowiadaczy poświęcony był buntowi chłopskiemu i sprzeciwowi wobec obowiązkowi pańszczyzny, o czym opowiadali: poeta Jacek Podsiadło, Maciej Szajkowski lider zespołu R.U.T.A. i muzyk Kapeli Ze Wsi Warszawa, oraz muzyk i dziennikarz Janusz Mazur.
Główną muzyczną gwiazdą Folkowiska 2013 była grupa R.U.T.A. obok niej podczas festiwalu na dwóch gorajeckich scenach wystąpili: Jacek Kleyff wraz z Jerzym „Słomą” Słomińskim, Kuba Blokesz, zespoły: Koromysło, Kocirba, Hawok, Salsa, Żmije, Strojone oraz Studium Instrumentów Etnicznych.
W programie festiwalu znalazły się także warsztaty bębniarskie, teatralne, śpiewacze czy „umiejętności ludowych” (np. motanie lalek, wycinanka żydowska, garncarskie itp.), wieczory z opowieściami podróżniczymi (podróż Andrzeja Stasiuka do Azji Środkowej, Wojciecha Ganczarka „Białoruś – nieznany sąsiad” i Damiana Szczepańskiego wyprawa do Rumunii) i historycznymi, pokazy kulinarne (Jurija Gerasymczuka) , plener fotograficzny, spacer po Gorajcu, rajd ekstremalny i samochodowy oraz spływ kajakowy. Dużą popularnością, szczególnie wśród najmłodszych cieszyła się Gra Wiejska „W drodze po wolność”. Ważnym festiwalowym wydarzeniem było zaprezentowanie odtworzonego przez Konstantego Fursow obrazu upamiętniającego zniesienie pańszczyzny w Gorajcu.
W Festiwalu uczestniczyło około 2000 osób, w tym około 200 gości pola namiotowego.

## Festiwal Kultury Pogranicza Folkowisko 2014 (Kultura jest Babą)
Czwarta edycja Festiwalu Folkowisko odbyła się w dniach 11-13 lipca 2014 pod hasłem „Kultura jest babą”. Motywem przewodnim „Babskiego Folkowiska” była praca i życie wiejskich kobiet.  
Elementem festiwalu były warsztaty min.: gotowania (slow food), uprawy roślin, gry na didgeridoo, warsztaty muralu wiejskiego poprowadzone przez artystkę Justynę Posiecz-Polkowską, śpiewu tradycyjnego (kołysanek) oraz przeróżne warsztaty rękodzielnicze. Zajęcia te przeplatały się z wycieczkami, pokazami filmowymi, spektaklami teatralnymi, coroczną grą wiejską, spotkaniami z pisarzami i opowiadaczami.
Na  muzycznej scenie festiwalu pojawili się tacy artyści, jak: kobieca formacja folkowa Same Suki, ukraiński zespół Jorij Kloc, Hudacy, Hadra, NTD, Koromysło, Strojone, Niespodzianka, Blokowiska i bard Kuba Blokesz. Po raz pierwszy na Folkowisku funkcjonowała Otwarta Scena, na której wystąpiło kilkunastu artystów, muzyków i opowiadaczy. Do legendy festiwalu przeszedł 12 godzinny koncert lwowskiej grupy muzycznej Jorij Kloc.
W ramach spotkań z opowiadaczami o motocyklowych wyprawach opowiadali Tamara i Paweł Głaz, o Słowacji Werona Gogola, o podróżowaniu z dzieckiem Agnieszka i Michał Jastrzębscy, o magii kobiecej Olga Solarz. Gościem honorowym wieczoru opowiadaczy był bajarz Aleksander Sola.
Podczas festiwalu odbyła się również finałowa debata kampanii społecznej „Kultura jest Babą” zatytułowana „Kultura jest babą? Sytuacja oraz zaangażowanie kobiet w działalność społeczną i kulturalną na wsi i w małych miastach”. W rozmowie na temat kobiecej strony kultury udział wzięły artystki, animatorki kultury, działaczki społeczne: Aleksandra Rózga (Stacja Sanok), Zofia Zaborniak (Koło Gospodyń Wiejskich – Nowe Brusno), Urszula Zaborniak (MBP Cieszanów), Joanna Szurlej (Stowarzyszenie Kobiet Bieszczadzkich Nasza Szansa w Lesku). Dyskusję moderowała: Magdalena Chustecka (Przestrzeń Kobiet). Projekt zrealizowany został w ramach programu Obywatele dla Demokracji, finansowanego z Funduszy EOG.

## Festiwal Kultury Pogranicza Folkowisko 2015 (Wielka Wędrówka)
Piąta edycja Festiwalu Folkowisko zostało poświęcone społecznemu zjawisku wędrówek - dawnym wędrówkom ludów, współczesnej migracji za granicę i wędrówkom turystycznym.
Wydarzenie rozpoczął coroczny Wieczór Opowiadaczy, w trakcie którego słuchacze mogli dowiedzieć się na temat: kultury Romów na Roztoczu, wędrówce muzyki ze wsi do miast. W ramach wieczornej imprezy odbyła się premiera filmów animowanych Dziadkowe opowieści o roztoczańskich legendach, nakręconych przez dzieci z lokalnych szkół.  
Podczas koncertów muzycznych wystąpili m.in.: estoński zespół Trad.Attack!, zespół Janki, czy DJ-Duo HOPTA, a także hipisowski rock w akustyczno-folkowych aranżacjach, wykonany przez grupę Nameless z Tarnopola; węgiersko-cygańska grupa Bohemians Betyars, zespół Hańba, Kapela Bornego z Podzamcza.
W trakcie festiwalu odbyły się również warsztaty wśród których uczestnicy mogli nauczyć się m.in.: tańca cygańskiego, tańców tradycyjnych, śpiewu białego i ozdabiania odzież. 

## Festiwal Kultury Pogranicza Folkowisko 2016 (Trzy Galicje: Polska, Ukraińska, Hiszpańska)
Podczas szóstej edycji motywem przewodnim były trzy Galicje: polska, ukraińska i hiszpańska.